# Vizcondado de Casa Domínguez
El vizcondado de Casa Domínguez fue un título nobiliario español otorgado, con naturaleza de vizcondado previo, en 1847, por la reina Isabel II, a favor de Miguel-María Domínguez y de Guevara, Vasconcelos y Pérez de Vargas, teniente-general de los Reales Ejércitos, senador del Reino, gran-cruz de la Real y Distinguida Orden Española de Carlos III.
Por su naturaleza de vizcondado previo, el título revirtió a la Corona cuando se le entregó a su titular la merced hereditaria y perpetua de conde de San Antonio, el 26 de agosto de 1847.